# Franz Hundeshagen
Franz Hundeshagen (* 23. Juli 1857 in Apolda; † 30. November 1940 in Stuttgart) war ein deutscher Chemiker.
1883 promovierte er zum Dr. phil. mit der Arbeit Zur Synthese des Lecithins. Von 1883 bis 1885 war er Assistent bei Carl Ludwig am Physiologischen Institut der Universität Leipzig. Später betrieb er in Stuttgart mit F. W. Sieber das Institut für angewandte Chemie und Mikroskopie. 1927 wurde ihm von der TH Stuttgart der Titel „Dr.-Ing. h. c.“ verliehen. Er gehörte dem Verein Deutscher Ingenieure (VDI) und dem Württembergischen Bezirksverein des VDI an.

## Veröffentlichungen
- Zur Synthese des Lecithins, 1883
- Einflüsse auf Beton (mit Adolf Kleinlogel (1877–1958; Baustatiker, Privatdozent und ab 1919 Professor an der TH Darmstadt) und Otto Graf), Verlag W. Ernst & Sohn, 1930, 560 Seiten
- Verunreinigung von chinesischem Eigelb durch Insekten. In: Zeitschrift für Angewandte Chemie. 40, 1927, S. 974, doi:10.1002/ange.19270403406.
- Darstellungsweisen der Analysenergebnisse bei der Untersuchung des Kesselspeisewassers. In: Zeitschrift für Angewandte Chemie. 44, 1931, S. 278, doi:10.1002/ange.19310441508.
- Die Zusätze für die Wasserreinigung
- Analyse einiger ostafrikanischer Wässer; In Jahresbericht über die Fortschritte der Chemie und verwandter Teile; 1919
- Analytische Studien über die Phosphordodekamolybdänsäure, die Bedingungen ihrer Bildung und ihrer Abscheidung als Ammoniumsalz. In: Fresenius' Zeitschrift für analytische Chemie. 28, 1889, S. 141, doi:10.1007/BF01375922.
- Zur Bestimmung des Eisengehaltes in Blei-Mennige fur Kristallglas
- Über die Anwendung organischer Farbstoffe zur diagnostischen Färbung mineralischer Substrate. In: Zeitschrift für Angewandte Chemie. 21, 1908, S. 2405, doi:10.1002/ange.19080214703.